# Hysteric Lolita
Hysteric Lolita 〜感情的少女〜（ヒステリックロリータ）は、日本の女性ロックバンド。ユニオンエンタテインメント所属。レーベルはユニオンミュージックジャパン。メディアなどで、「ヒスロリ」と呼ばれる場合がある。2017年3月末解散。

## 概要
原宿系ファッション雑誌「KERA」主催の「KERAガールズバンドプロジェクト」のオーディションに参加し、最終選考約520名の中から合格し結成された。

原宿系女子の社会に対する不満や将来への不安を大胆且つ繊細な感情で表現し、希望の未来へ導くかのような歌詞が特徴的。また、最新の原宿ファッションとそれらのイメージをネオ・ゴシック・ロックに表現したガールズバンド。

## 略歴
- 2014年5月3日、原宿アストロホール 「VANTAN Presents HARAJUKU ケラ！ッコ Fes 2014×原宿ヴィジュアル」にてデビューライブ[6]。
- 2014年5月9日、デビューシングル『絶望のスパイラル』をリリース[4]。
- 2014年10月1日、Layraが加入。
- 2014年12月11日、 THE WALL TAIPEI「JAPAN KAWAII NIGHT in TAIWAN 」ライブ出演。
- 2015年1月20日・22日、韓国・タイ「Japan Kawaii Night」アジアツアーライブ出演。
- 2015年2月6日、2nd Single 『DISTRESS』をリリース。
- 2015年7月3日、 フランス・パリ Covent Garden Studios「 Smile for Children in Paris」ライブ出演[7]。
- 2015年7月11日、イギリス・ロンドン CLUB 85「Smile for Children in London」ライブ出演[7]。
- 2015年7月29日 音霊 OTODAMA SEA STUDIO「音霊 OTODAMA SEA STUDIO2015 ハッピーサマーKAMAKURA」ライブ出演。
- 2015年8月8日、Zepp 東京「ODYSSEY Presents GIRLS ROCK SUMMER SPLASH!! 2015」ライブ出演*2015年8月29日 ROCKTOWN「ODYSSEY ＆ ROCKTOWN Presents GIRLS ROCK SPLASH!! 2015 -OSAKA-」ライブ出演。
- 2015年9月4日、AKIRA FIRST ASIA TOUR〜圓舞曲〜 OPENING ACT ライブ出演[8]。
- 2015年9月6日、2015 搖滾臺中（Rock in Taichung Festival 2015）ライブ出演。
- 2015年11月8日、弘大 DIDIM HALL Rockin'KOREA present 「ASIA Girl's Rock Fes Vol.1 KOREA VS JAPAN Live in KOREA」ライブ出演。

## メンバー
| 名前  | ヨミ       | 出身地   | 担当      | 備考                                   |
| ----- | ---------- | -------- | --------- | -------------------------------------- |
| Rani  | ラニ       | 神奈川県 | Vo.       | 解散後はソロ活動に専念。               |
| Noa   | ノア       | 岐阜県   | Gt.       | 2016年4月2日に脱退。                   |
| Basil | バジル     | 広島県   | Ba.       | 解散後はサポートベーシストとして活動。 |
| Layra | レイラ     | 埼玉県   | Key.&Cho. | 解散後はユニットとしての活動に入る。   |
| misaT | ミサティー | 埼玉県   | Dr.       | 2016年9月18日に脱退。                  |

## ディスコグラフィ

### シングル
1. 絶望のスパイラル  （2014年5月9日発売、UMCJ-0124、ユニオンミュージックジャパンより発売）
2. DISTRESS （2015年2月6日発売、UMZJ-0153、ユニオンミュージックジャパンより発売）
3. Cry No More （2016年8月10日発売、UMZJ-0208、ユニオンミュージックジャパンより発売）

### アルバム
1. ≠ Not equal （2016年2月3日発売、UMZT-0187、発売元はユニオンミュージックジャパン、販売元はタワーレコード）

## タイアップ一覧
| 使用年 | 楽曲                   | タイアップ                                                            | 収録作品             |
| ------ | ---------------------- | --------------------------------------------------------------------- | -------------------- |
| 2014年 | 絶望のスパイラル       | テレビ東京『超流派』エンディングテーマ                                | 『絶望のスパイラル』 |
| 2015年 | DISTRESS               | bayfm・FM愛知・ FM京都 音楽情報番組『Branding Hit』エンディングテーマ | 『DISTRESS』         |
| 2015年 | Voice For Voice        | 日本テレビ系『バズリズム』12月エンディングテーマ                      | 『≠ Not equal』      |
| 2016年 | Voice For Voice        | テレビ神奈川『音楽缶』1月度テーマソング                               | 『≠ Not equal』      |
| 2016年 | Ready! It's all right! | 映画『MOONBOW』挿入歌（主人公「光」「真潮」「うさぎ」テーマ曲）       | 『≠ Not equal』      |

### SNS
- HystericLolita (@HystericLolita) - X（旧Twitter）
- Rani (@HysLoli_Rani) - X（旧Twitter）
- Noa (@HysLoli_Noa) - X（旧Twitter）
- Basil (@HysLoli_Basil) - X（旧Twitter）
- misaT (@HysLoli_misaT) - X（旧Twitter）
- Layra (@HysLoli_Layra) - X（旧Twitter）